# Muibi Kehinde Hammed
 (décembre 2023).
Muibi Kehinde Hammed, connu sous le nom de Dr MKH, né le 22 septembre 1992, dans l'État de Lagos au Nigeria) est un entrepreneur et homme d'affaires nigérian, PDG de MKH Investment Limited,.

## Biographie
Hammed naît dans l'État de Lagos, au Nigeria,. Il fréquente la Lead City University à Ibadan, dans l'État d'Oyo, au Nigéria, où il obtient son diplôme de premier cycle,. Plus tard, il poursuit ses études à la London Business School. Hammed est également un ancien étudiant de Lagos Business School.

## Carrière
Hammed est le PDG de plusieurs entreprises. Il est le créateur du centre commercial The Wealthy Place, Hammed est également le créateur de Park View Estate, entreprise immobilière de Lagos.